# Medalla de Oro de Navarra
La Medalla de Oro de Navarra es la máxima distinción que concede el Gobierno de Navarra. Fue creada por Acuerdo de la Diputación Foral de Navarra de 10 de agosto de 1973, y actualmente se regula por Decreto Foral 290/1998, de 28 de septiembre.
Se suele conceder anualmente y se entrega con motivo del Día de Navarra, alrededor del 3 de diciembre. Está destinada a premiar a las personas, instituciones, entidades o colectivos cuyos méritos en la defensa, promoción o fomento de los intereses de Navarra resulten estimados por el conjunto de la sociedad.

## Galardonados
- 2022. Confederación Empresarial de Economía Social (CEPES).[2]
- 2021. Club Atlético Osasuna[3]
- 2020. Personal sanitario y sociosanitario por su actitud durante la pandemia del COVID-19[4]
- 2019. Asociación de Daño Cerebral de Navarra (ADACEN)[5]
- 2018. Saray, Asociación Navarra de Cáncer de Mama.[6]
- 2017. Arturo Campión, Hermilio de Olóriz y Julio Altadill, diseñadores de la bandera de Navarra, a título póstumo.[7][8]
- 2016. Pedro Miguel Echenique.[9]
- 2015. José María Jimeno Jurío a título póstumo.[10]
- 2014. Félix Huarte Goñi y Miguel Javier Urmeneta Ajarnaute a título póstumo.[11]
- 2013. ONCE Navarra.[12]
- 2012. Universidad Pública de Navarra.[13]
- 2011. Asociaciones de Amigos del Camino de Santiago.[14]
- 2010. Orfeón Pamplonés.[15]
- 2009. Unión de Agricultores y Ganaderos de Navarra y Unión de Cooperativas Agrarias de Navarra.
- 2008. Confederación de Empresarios de Navarra, Unión General de Trabajadores de Navarra y Comisiones Obreras de Navarra.
- 2007. Cruz Roja Española-Comité de Navarra.[15]
- 2006. Casa de Misericordia de Pamplona.[8]
- 2005. Centros Navarros de Buenos Aires, Rosario, Mar del Plata, Bolívar y Mendoza, en la República Argentina, y al Centro Navarro de Chile.
- 2004. Volkswagen Navarra.[16]
- 2003. Pablo Hermoso de Mendoza.[8]
- 2002. Diario de Navarra.[15]
- 2001. Congregación Salesiana.[8]
- 2000. Víctimas del terrorismo.[8]
- 1999. ANFAS, Asociación Navarra en favor de las Personas con Discapacidad Psíquica.[8]
- 1998. Misioneros y misioneras de Navarra.[8]
- 1997. Universidad de Navarra.[8]
- 1996. Miguel Induráin.[17]
- 1995. Medicus Mundi.[8]
- 1994. Cáritas Diocesana.[15]
- 1993. Juan de Borbón y Battenberg.[15]
- 1992. Jorge Oteiza.[15]
- 1991. Ángel Martín Duque y Adriana Beaumont Galdúroz.
- 1990. Juan David García Bacca y Congregación de las Hijas de la Caridad.[18][19]
- 1989. José Miguel Barandiarán y Alfredo Floristán Samanes.[8]
- 1988. Juan Carlos  I y Sofía de Grecia.[20]
- 1985. Asociación de Donantes de Sangre de Navarra.[21]
- 1984. Julio Caro Baroja y José María Lacarra.[22]
- 1982. Juan Pablo II.[23][24]
- 1977. José López Portillo.[8]
- 1974. Francisco Franco (retirada en 2015).[25]